# Râmnicu de Sus, Constanța
Râmnicu de Sus este un sat în comuna Cogealac din județul Constanța, Dobrogea, România. Se află în partea de nord a județului, în Podișul Casimcei. La recensământul din 2002 avea o populație de 127 locuitori.